# Episodi di Lady Cop (terza stagione)
| nº    | Titolo originale           | Titolo italiano         | Prima TV Germania | Prima TV Italia |
| ----- | -------------------------- | ----------------------- | ----------------- | --------------- |
| 1-27  | Der Fotograf               | Il fotografo            | 30 novembre 1999  |                 |
| 2-28  | Die große Versuchung       | Odio represso           | 7 dicembre 1999   |                 |
| 3-29  | Heiße Liebe                | Prova di coraggio       | 14 dicembre 1999  |                 |
| 4-30  | Abgestempelt               | Il super-testimone      | 21 dicembre 1999  |                 |
| 5-31  | Rattenstall                | Figli di nessuno        | 28 dicembre 1999  |                 |
| 6-32  | Der Tote aus der Wagenburg | La spia                 | 4 gennaio 2000    |                 |
| 7-33  | Herzschuß                  | Colpo al cuore          | 11 gennaio 2000   |                 |
| 8-34  | Liebe und Tod              | Amore e morte           | 18 gennaio 2000   |                 |
| 9-35  | Falsche Opfer              | Il passamontagna giallo | 25 gennaio 2000   |                 |
| 10-36 | Taximord                   | L'ultima corsa          | 1º febbraio 2000  |                 |
| 11-37 | Stille Wasser              | Acqua cheta             | 8 febbraio 2000   |                 |
| 12-38 | Ein ganz harter Junge      | Un ragazzo difficile    | 15 febbraio 2000  |                 |

## Der Fotograf
- Titolo originale: Der Fotograf
- Diretto da:
- Scritto da: Klaus Bädekerl